# Incidente dell'Aermacchi MB-339 della Pattuglia Acrobatica Nazionale
L'Incidente dell'Aermacchi MB-339 della Pattuglia Acrobatica Nazionale è stato un disastro aviatorio verificatosi il 16 settembre 2023 presso l'aeroporto di Torino-Caselle, situato nel comune di San Francesco al Campo, fatto che ha visto coinvolto un aereo della Pattuglia Acrobatica Nazionale, meglio nota come "Frecce Tricolori".

## Contesto
In occasione di una manifestazione aerea organizzata per il 16 e 17 settembre 2023 dall'Aeroclub di Torino presso l'aeroporto di Torino-Aeritalia, che avrebbe visto impegnati mezzi privati e dell'Aeronautica Militare, tra cui le Frecce Tricolori, e che rientrava in una serie di eventi per le celebrazioni del centenario dalla fondazione della stessa Aeronautica Militare, l'aeroporto di Caselle fu scelto per ospitare i mezzi della PAN durante le giornate della manifestazione, in quanto le dimensioni dell'aeroporto dell'Aeritalia, anche viste i numerosi velivoli ospiti per la manifestazione, non erano sufficienti per ospitare le Frecce Tricolori. Atterrata nello scalo torinese il 14 settembre, la Pattuglia Acrobatica aveva in programma diverse attività in Piemonte oltre allo show previsto per domenica 17. Tra queste una seconda esibizione in occasione del Vercelli Air-Show in programma per il 16 settembre presso l'aeroporto di Vercelli.

## Incidente
Intorno alle 16:30 del 16 settembre, la Pattuglia Acrobatica Nazionale decollava dall'aeroporto di Caselle in direzione di Vercelli, per la propria esibizione. Ricevuta l'autorizzazione al decollo per la pista 36 da parte della torre di controllo dello scalo torinese, i 9 velivoli (uno dei 10 velivoli solitamente parte della formazione è rimasto a terra per cause non conosciute) della formazione effettuavano il decollo "in formazione", ovvero divisi in due sezioni da 4 e 5 velivoli, ognuna distanziate da qualche metro. Pochi secondi dopo il decollo pony 4, 2º gregario sinistro e inserito nella prima sezione, ha bruscamente perso quota. Il maggiore Oscar del Do ai comandi dell'MB-339, non riuscendo a recuperare il controllo del velivolo, evitava che il mezzo potesse finire sulle case, dirigendolo verso la sinistra dell'asse pista, abbandonando infine il velivolo con il sedile eiettabile MK IT-10LK Martin-Baker. 
Gli altri 8 aerei della Pattuglia Acrobatica Nazionale non hanno riportato problemi, atterrando successivamente all'Aeroporto di Milano-Linate.
Stando alle prime ricostruzioni, l'incidente sarebbe stato dovuto ad un impatto con dei volatili, avvenuto immediatamente dopo il decollo della Pattuglia Acrobatica. L'impatto avrebbe poi portato al blocco del motore dell'MB-339 rendendolo di fatto ingovernabile durante una fase delicata del volo come quella del decollo, non lasciando altra scelta a Del Do che è riuscito ad evitare l'impatto con il centro abitato prima di eiettarsi. 

## Conseguenze
Una Ford Fiesta, con a bordo una famiglia del luogo, che stava passando sulla strada che costeggia l'aeroporto è stata coinvolta nell'incidente. Il veicolo ha preso fuoco e, mentre padre, madre e un figlio di 12 anni, benché ustionati, si sono poi salvati, la bambina più piccola, di 5 anni, è morta per le fiamme.
Come conseguenza dell'incidente, tutte le manifestazioni aeronautiche previste e che avevano in programma la partecipazione delle Frecce Tricolori sono state annullate.
Lo scalo di Torino-Caselle è stato chiuso al pubblico fino alla mezzanotte del 17 settembre, giorno successivo a quello dell'incidente. 

## Le indagini
La Procura di Ivrea, in persona del dal procuratore capo Gabriella Viglione e del procuratore aggiunto Valentina Bossi, ha aperto un'inchiesta al fine di accertare le dinamiche dell'accaduto, indagando, come atto dovuto, il pilota del velivolo. 
A seguito di queste indagini l'ipotesi iniziale sulla causa dell'incidente è stata ritenuta non attendibile dalla Procura di Ivrea, non essendo state rilevate, dai primi accertamenti svolti dal Reparto investigazioni scientifiche dei Carabinieri sull’esterno del motore, tracce di bird strike. Gli inquirenti hanno perciò affidato a due docenti del Politecnico di Milano l'accertamento tecnico irripetibile finalizzato a individuare le reali cause dell'incidente, con richiesta di approfondimenti, oltre che sull'ipotesi bird strike, anche sulla manutenzione dell’Aermacchi MB-339 “Pony 4”, pilotato dal maggiore Oscar Del Do, ovvero su errori di manovra di quest'ultimo. Consulenti sono stati nominati anche dall'Aeronautica Militare e dalla famiglia della piccola vittima.
Gli accertamenti sul motore dell'aereo, effettuati il 14 novembre 2024, avrebbero messo in evidenza tracce compatibili con l'iniziale ipotesi dell'impatto con uccelli, sulle quali sono state disposte ulteriori analisi. 
Dalla perizia preliminare firmata - tra gli altri - dall’ingegnere Mauro Esposito e consegnata alla fine di febbraio 2025 ai magistrati della Procura di Ivrea che indagano sull’incidente avvenuto a San Francesco al Campo, si evince che solo dodici secondi dopo il decollo delle Frecce Tricolori dall’aeroporto di Caselle decollano le Frecce Tricolori il velivolo «Pony 4» va in avaria, alle ore 16:51 minuti e 49 secondi del 16 settembre 2023.  
Dieci secondi più tardi il pilota Oscar Del Dò del Pony 4 aziona il pulsante di espulsione e si lancia con il paracadute. Due secondi dopo il suo aereo si schianta al suolo.  
L'analisi delle registrazioni contenute nella scatola nera del velivolo registra, tra l'altro, un dialogo a più voci  tra i piloti della pattuglia, nella sezione formata da cinque aerei. In particolare a bordo di Pony 5, il pilota e il fotografo ufficiale, qualche istante dopo il decollo, si chiedono: «Era un uccello?» uno risponde: «Eh, non ho visto». Subito dopo Pony 4 perde potenza per una piantata del motore. 
Il consulente della Procura, sulla base di questi elementi  ha ritenuto sussistere una correlazione temporale tra il presunto impatto con un volatile e l’avaria successiva al motore di Pony 4, anche se all’interno del motore, estratto dai rottami, non sono state trovate tracce organiche di uccelli. 
A supporto di tale tesi vi sono anche altri elementi probatori apprezzati nella consulenza, come un filmato registrato dalla videocamera «GoPro», montata sul velivolo esterno destro della formazione («Pony 4» si trovava all’esterno sinistro) dal quale si distinguerebbe chiaramente la sagoma di due volatili scuri che attraversano la traiettoria di volo del velivolo Pony 4 del capitano Del Dò e subito dopo, si osserva una fiammata ben visibile che fuoriesce dal cono di scarico dell’aeromobile. 
I consulenti ne hanno concluso che l’avaria sia stata provocata «dall’ingestione di un volatile, o di una sua parte, a seguito di un impatto con la presa d’aria che conduce il flusso motore», ovvero un bird strike che, avvenuto all'altezza di 145 piedi (45 m) ha causato uno stallo del compressore del motore turbogetto e lo spegnimento del motore in una fase giudicata estremamente critica per il volo. 
In quella manciata di secondi, il capitano Del Dò ha mantenuto il velivolo in planata e ha leggermente virato a sinistra per evitare la collisione con la formazione. Poi si è eiettato e l’aereo si è schiantato al suolo.
È stato, tuttavia, anche accertato che il giorno dell'incidente fosse stato ufficialmente diramato dall'Aeroporto di Caselle un avviso a tutti i piloti del rischio costituito dalla presenza di volatili. Il documento trasmesso includeva specie, orari, quote di volo e possibile numero di esemplari che costituivano gli stormi presenti in pista.
Deve essere, ancora, chiarito se l'auto su cui viaggiava la famiglia sia stata colpita direttamente dal relitto dell'aereo o solo da qualche detrito incandescente, che ha poi innescato l'incendio.